# FIBA Women's Basketball World Cup All-Tournament Team
Le Meilleur cinq de la coupe du monde (All-Tournament Team) est une récompense décernée par la Fédération internationale de basket-ball (FIBA) qui distingue les meilleures joueuses de la Coupe du monde féminine de basket-ball. Cette récompense est décernée pour la première fois lors de la coupe du monde 1994.

## Palmarès
|                   | Joueuse toujours en activité                                      |
|                   | Joueuse intronisé au Basketball Hall of Fame                      |
|                   | Joueuse intronisé au FIBA Hall of Fame                            |
|                   | Joueuse intronisé au Basketball et FIBA Hall of Fame              |
|                   | Désigne l'équipe qui a remporté la coupe du monde cette année-là. |
| Joueuse (X)       | Nombre de fois où la joueuse a été nommé                          |
| Joueuse (en gras) | Indique les joueuses ayant remporté le titre de MVP la même année |

| Saison | First team          | First team         | Second team        | Second team        |                    |
| Saison | Joueuse             | Équipe             | Joueuse            | Équipe             |                    |
| ------ | ------------------- | ------------------ | ------------------ | ------------------ | ------------------ |
| 1994   | Hortência Marcari   | Brésil             | Pas de Second team | Pas de Second team | Pas de Second team |
| 1994   | Janeth Arcain       | Brésil             | Pas de Second team | Pas de Second team | Pas de Second team |
| 1994   | Katrina McClain     | États-Unis         | Pas de Second team | Pas de Second team | Pas de Second team |
| 1994   | Thérèse Edwards     | États-Unis         | Pas de Second team | Pas de Second team | Pas de Second team |
| 1994   | Zheng Haixia        | Chine              | Pas de Second team | Pas de Second team | Pas de Second team |
| 2002   | Shannon Johnson     | États-Unis         | Pas de Second team | Pas de Second team | Pas de Second team |
| 2002   | Amaya Valdemoro     | Espagne            | Pas de Second team | Pas de Second team | Pas de Second team |
| 2002   | Elena Baranova      | Russie             | Pas de Second team | Pas de Second team | Pas de Second team |
| 2002   | Lauren Jackson      | Australie          | Pas de Second team | Pas de Second team | Pas de Second team |
| 2002   | Lisa Leslie         | États-Unis         | Pas de Second team | Pas de Second team | Pas de Second team |
| 2006   | Sue Bird            | États-Unis         | Pas de Second team | Pas de Second team | Pas de Second team |
| 2006   | Diana Taurasi       | États-Unis         | Pas de Second team | Pas de Second team | Pas de Second team |
| 2006   | Penny Taylor        | Australie          | Pas de Second team | Pas de Second team | Pas de Second team |
| 2006   | Lauren Jackson (2)  | Australie          | Pas de Second team | Pas de Second team | Pas de Second team |
| 2006   | Maria Stepanova     | Russie             | Pas de Second team | Pas de Second team | Pas de Second team |
| 2010   | Hana Horáková       | République tchèque | Pas de Second team | Pas de Second team | Pas de Second team |
| 2010   | Diana Taurasi (2)   | États-Unis         | Pas de Second team | Pas de Second team | Pas de Second team |
| 2010   | Eva Vítečková       | République tchèque | Pas de Second team | Pas de Second team | Pas de Second team |
| 2010   | Sancho Lyttle       | Espagne            | Pas de Second team | Pas de Second team | Pas de Second team |
| 2010   | Elena Leuchanka     | Biélorussie        | Pas de Second team | Pas de Second team | Pas de Second team |
| 2014   | Alba Torrens        | Espagne            | Pas de Second team | Pas de Second team | Pas de Second team |
| 2014   | Penny Taylor (2)    | Australie          | Pas de Second team | Pas de Second team | Pas de Second team |
| 2014   | Maya Moore          | États-Unis         | Pas de Second team | Pas de Second team | Pas de Second team |
| 2014   | Sancho Lyttle (2)   | Espagne            | Pas de Second team | Pas de Second team | Pas de Second team |
| 2014   | Britney Griner      | États-Unis         | Pas de Second team | Pas de Second team | Pas de Second team |
| 2018   | Diana Taurasi (3)   | États-Unis         | Pas de Second team | Pas de Second team | Pas de Second team |
| 2018   | Breanna Stewart     | États-Unis         | Pas de Second team | Pas de Second team | Pas de Second team |
| 2018   | Emma Meesseman      | Belgique           | Pas de Second team | Pas de Second team | Pas de Second team |
| 2018   | Astou Ndour         | Espagne            | Pas de Second team | Pas de Second team | Pas de Second team |
| 2018   | Liz Cambage         | Australie          | Pas de Second team | Pas de Second team | Pas de Second team |
| 2022   | A'ja Wilson         | États-Unis         | Alyssa Thomas      | États-Unis         |                    |
| 2022   | Breanna Stewart (2) | États-Unis         | Li Yueru           | Chine              |                    |
| 2022   | Steph Talbot        | Australie          | Arella Guirantes   | Porto Rico         |                    |
| 2022   | Brigitte Carleton   | Canada             | Gabby Williams     | France             |                    |
| 2022   | Han Xu              | Chine              | Yvonne Anderson    | Serbie             |                    |